# Escrime aux Jeux asiatiques de 2022
Pour un article plus général, voir Jeux asiatiques de 2022.
Navigation
2018 2026
Les épreuves d'escrime des Jeux asiatiques de 2022 se déroulent du 24 au 29 septembre 2023 dans le gymnase de l'université Dianzi de Hangzhou (en), dans la province du Zhejiang, en Chine. Douze titres sont attribués, un pour chaque arme, dans les catégories individuelles et par équipes. La Corée du Sud est la nation la plus médaillée avec douze médailles, suivie par la Chine (huit médailles dont deux en or et quatre en argent) et le Japon (dix médailles dont deux en or et trois en argent).

## Calendrier
| Pictogramme Escrime | Pictogramme Escrime | Pictogramme Escrime | 2      | 2      | 2      | 2      | 2      | 2      |
| Épée individuelle   | Épée individuelle   | Épée individuelle   | Hommes | Femmes |        |        |        |        |
| Fleuret individuel  | Fleuret individuel  | Fleuret individuel  | Femmes |        | Hommes |        |        |        |
| Sabre individuel    | Sabre individuel    | Sabre individuel    |        | Hommes | Femmes |        |        |        |
| Épée par équipes    | Épée par équipes    | Épée par équipes    |        |        |        | Hommes | Femmes |        |
| Fleuret par équipes | Fleuret par équipes | Fleuret par équipes |        |        |        | Femmes |        | Hommes |
| Sabre par équipes   | Sabre par équipes   | Sabre par équipes   |        |        |        |        | Hommes | Femmes |

|  | Jour de compétition (poules et finale) |

## Résultats

### Podiums masculins
| Épreuves                                | Or                                                                 | Argent                                                                            | Bronze |
| --------------------------------------- | ------------------------------------------------------------------ | --------------------------------------------------------------------------------- | --- |
| Épée individuel résultats détaillés     | Kōki Kanō                                                          | Akira Komata                                                                      | Ho Wai Hang Elmir Alimzhanov |
| Épée par équipes résultats détaillés    | Japon- Kōki Kanō - Masaru Yamada - Akira Komata - Ryu Matsumoto    | Kazakhstan- Elmir Alimzhanov - Yerlik Sertay - Vadim Sharlaimov - Ruslan Kurbanov | Corée du Sud- Kweon Young-jun - Kim Jae-won - Son Tae-jin - Ma Se-geon Hong Kong- Ho Wai Hang - Lau Ho Fung - Fong Hoi Sun - Ng Ho Tin                                |
| Fleuret individuel résultats détaillés  | Cheung Ka Long                                                     | Chen Haiwei                                                                       | Takahiro Shikine Ryan Choi |
| Fleuret par équipes résultats détaillés | Corée du Sud- Ha Tae-gyu - Heo Jun - Im Cheol-woo - Lee Kwang-hyun | Chine- Chen Haiwei - Wu Bin - Xu Jie - Zeng Zhaoran                               | Hong Kong- Cheung Ka Long - Ryan Choi - Nicholas Choi - Yeung Chi Ka Japon- Kazuki Iimura - Kyosuke Matsuyama - Takahiro Shikine - Kenta Suzumuro                     |
| Sabre individuel résultats détaillés    | Oh Sang-uk                                                         | Gu Bon-gil                                                                        | Mohammad Rahbari Yousiff Al-Shamlan |
| Sabre par équipes résultats détaillés   | Corée du Sud- Gu Bon-gil - Kim Jun-ho - Kim Jung-hwan - Oh Sang-uk | Chine- Liang Jianhao - Lin Xiao - Shen Chenpeng - Yan Yinghui                     | Iran- Farzad Baher - Ali Pakdaman - Mohammad Fotouhi - Mohammad Rahbari Kazakhstan- Zhanat Nabiyev - Mukhamedali Rakhmanali - Artyom Sarkissyan - Nazarbay Sattarkhan |

### Podiums féminins
| Épreuves                                | Or                                                                                                | Argent                                                                 | Bronze |
| --------------------------------------- | ------------------------------------------------------------------------------------------------- | ---------------------------------------------------------------------- | --- |
| Épée individuel résultats détaillés     | Choi In-jeong                                                                                     | Song Se-ra                                                             | Dilnaz Murzataeva Vivian Kong |
| Épée par équipes résultats détaillés    | Corée du Sud- Choi In-jeong - Kang Young-mi - Lee Hye-in - Song Se-ra                             | Hong Kong- Chan Wai Ling - Moonie Chu - Kaylin Hsieh - Vivian Kong     | Japon- Haruna Baba - Hana Saito - Nozomi Sato - Miho Yoshimura Chine- Shi Yuexin - Sun Yiwen - Tang Junyao - Xu Nuo                |
| Fleuret individuel résultats détaillés  | Huang Qianqian                                                                                    | Yuka Ueno                                                              | Daphne Chan Hong Se-na |
| Fleuret par équipes résultats détaillés | Chine- Chen Qingyuan - Huang Qianqian - Wang Yingying - Wang Yuting                               | Corée du Sud- Chae Song-oh - Hong Hyo-jin - Hong Se-na - Hong Seo-in   | Hong Kong- Daphne Chan - Valerie Cheng - Kuan Yu Ching - Sophia Wu Japon- Sera Azuma - Komaki Kikuchi - Karin Miyawaki - Yuka Ueno |
| Sabre individuel résultats détaillés    | Yoon Ji-su                                                                                        | Shao Yaqi                                                              | Seri Ozaki Zaynab Dayibekova |
| Sabre par équipes résultats détaillés   | Ouzbékistan- Zaynab Dayibekova - Luisa Fernanda Herrera Lara - Paola Pliego - Gulistan Perdebaeva | Japon- Misaki Emura - Shihomi Fukushima - Seri Ozaki - Kanae Kobayashi | Chine- Yang Hengyu - Shao Yaqi - Zhang Xinyi - Lin Kesi Corée du Sud- Hong Hae-un - Choi Se-bin - Yoon Ji-su - Jeon Eun-hye        |

## Tableau des médailles
| Rang | Nation       | Or | Argent | Bronze | Total |
| ---- | ------------ | -- | ------ | ------ | ----- |
| 1    | Corée du Sud | 6  | 3      | 3      | 12    |
| 2    | Chine        | 2  | 4      | 2      | 8     |
| 3    | Japon        | 2  | 3      | 5      | 10    |
| 4    | Hong Kong    | 1  | 1      | 7      | 8     |
| 5    | Ouzbékistan  | 1  | 0      | 2      | 3     |
| 6    | Kazakhstan   | 0  | 1      | 2      | 3     |
| 7    | Iran         | 0  | 0      | 1      | 1     |
| 8    | Koweït       | 0  | 0      | 1      | 1     |